# Rudniki (powiat opatowski)
Rudniki – wieś w Polsce, położona w województwie świętokrzyskim, w powiecie opatowskim, w gminie Baćkowice.
Przez wieś przechodzi  czerwony szlak turystyczny z Gołoszyc do Piotrowic.

## Integralne części wsi
| SIMC    | Nazwa              | Rodzaj    |
| ------- | ------------------ | --------- |
| 0786957 | Bratkowszczyzna    | część wsi |
| 0786963 | Podlesie Rudnickie | część wsi |

## Historia
Według Jana Długosza w XV wieku wieś była własnością Prokopa herbu Nieczuja i Skrobotowa herbu Strzegomia. Były tu łany kmiece, karczma i zagrodnicy oddający dziesięcinę biskupstwu krakowskiemu. Folwark rycerski oddawał dziesięcinę plebanowi w Modliborzycach. Według rejestru poborowego z 1578 Będziński miał tu 4 osadników, 2 łany, 6 zagrodników z rolą, 4 komorników i 2 biednych
W 1827 były tu 22 domy i 158 mieszkańców. Według Słownika geograficznego Królestwa Polskiego w 1886 Rudniki miały 34 domy i 327 mieszkańców. Folwark w Rudnikach miał powierzchnię 549 mórg, z czego grunty orne i ogrody zajmowały 369 mórg, łąki – 41, lasy – 121, pastwiska – 2 morgi, a nieużytki – 14. Na folwarku było 19 budynków drewnianych.
W latach 1975–1998 miejscowość należała administracyjnie do województwa tarnobrzeskiego.